# Lennart Strand
Lennart Strand (* 13. Juni 1921 in Malmö; † 23. Januar 2004 ebenda) war ein schwedischer Mittelstreckenläufer. 
1944 war er als Tempomacher für seine Landsleute Gunder Hägg und Arne Andersson an deren Weltrekorden im 1500-Meter-Lauf und im Meilenlauf beteiligt. Beim letzten Weltrekord von Gunder Hägg 1945 über eine Meile wurde Strand Vierter. Vor Beginn der Saison 1946 wurden Hägg und Andersson wegen Verstoßes gegen die Amateurvorschriften suspendiert. 
Während die Sportler aus den anderen europäischen Nationen nach dem Zweiten Weltkrieg wieder mit dem Training beginnen konnten, teilweise aber noch mit der Nahrungsmittelknappheit zu kämpfen hatten, waren die Schweden gut austrainiert. Und insbesondere auf den Mittelstrecken hatten der Wunderläufer Hägg und sein ewiger Rivale Andersson auch im Training neue Maßstäbe gesetzt. Deshalb ist es nicht verwunderlich, dass die nächste Generation schwedischer Mittelstreckler nach 1946 vorerst die Szene beherrschte, allen voran Strand und sein Dauerrivale Henry Eriksson.
Die ersten internationalen Meisterschaften seit 1938 waren die Europameisterschaften 1946 in Oslo. Strand wurde in 3:48,0 min Europameister vor Eriksson und dem Dänen Erik Jørgensen. 
Am 15. Juli 1947 konnte Lennart Strand mit 3:43,0 min den Weltrekord von Gunder Hägg aus dem Jahr 1944 einstellen, Zweiter bei diesem Rennen in Malmö wurde Eriksson in 3:44,4 min.
Bei den Olympischen Spielen 1948 in London gingen die drei Schweden Eriksson, Strand und Gösta Bergkvist als klare Favoriten an den Start. Bei strömendem Regen und rutschiger Laufbahn setzte sich Eriksson gleich an die Spitze und machte das Tempo. Überraschenderweise konnte Strand Eriksson am Schluss nicht einholen, der in 3:49,8 min gewann. Strand wurde in 3:50,4 min gerade noch Zweiter vor dem zeitgleichen Niederländer Willem Slijkhuis. Bergqvist wurde Fünfter.
Strand war auch 1949 und 1950 noch auf Platz 2 in der Weltjahresbestenliste, bei den Europameisterschaften 1950 gab er allerdings im Finale auf, der Sieg ging an Slijkhuis. 
Lennart Strand war 1,73 m groß und wog in seiner aktiven Zeit 61 kg. Er starb im Januar 2004 an den Folgen eines Verkehrsunfalles, der ihm im November 2003 widerfahren war.